# Фиљине Вељатуро
Фиљине Вељатуро је насеље у Италији у округу Козенца, региону Калабрија.
Према процени из 2011. у насељу је живело 895 становника. Насеље се налази на надморској висини од 691 м.

## Становништво
Према резултатима пописа становништва 2011. у општини је живело 1.097 становника.
| 1951. | 1961. | 1971. | 1981. | 1991. | 2001. | 2011. |
| ----- | ----- | ----- | ----- | ----- | ----- | ----- |
| 1.416 | 1.180 | 996   | 1.024 | 1.000 | 1.026 | 1.097 |